# Epiphragma petulantia
Epiphragma petulantia är en tvåvingeart som beskrevs av Alexander 1948. Epiphragma petulantia ingår i släktet Epiphragma och familjen småharkrankar. Inga underarter finns listade i Catalogue of Life.